# کاوه، بنین
کاوه (به فرانسوی: Cové) شهری در استان زو واقع در کشور بنین است که در سال ۱۹۹۲ میلادی ۳۱٬۴۳۱ نفر جمعیت داشته و جمعیت آن در سال ۲۰۰۵ میلادی به ۳۸٬۵۶۶ نفر رسیده‌است.